# 动物园高射炮台

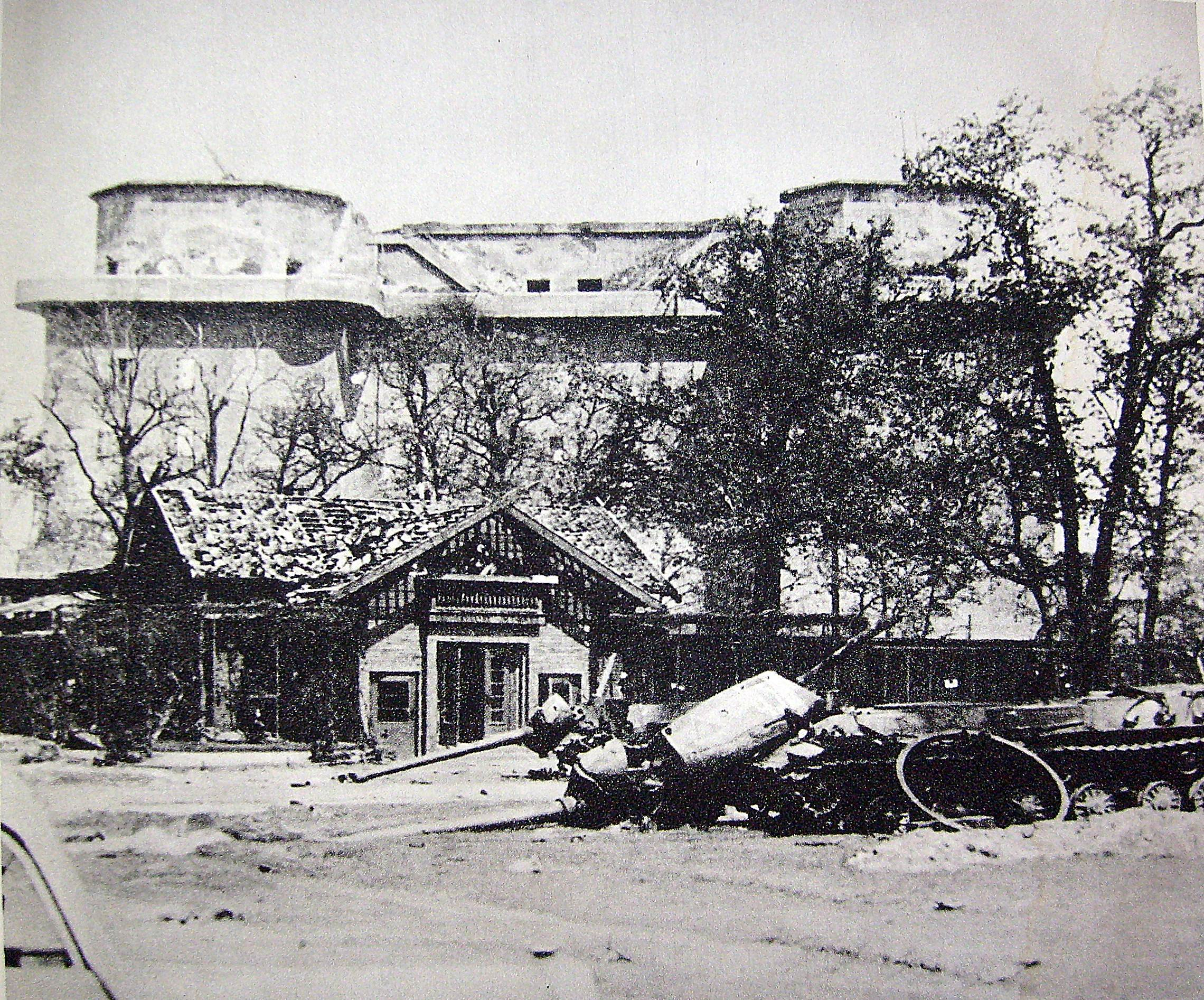
1945年5月，被动物园高射炮台摧毀的IS-2重型坦克

蒂尔加滕公园高射炮台（德語：Flakturm Tiergarten），俗称动物园高射炮台，是位於柏林的一座高射砲臺，建成于1941年，于1947年拆除。第二次世界大戰期间，該高射炮台參與防御柏林大轰炸。动物园高射炮台的主要作用是保护柏林市政府建筑区；另外炮台里的防空洞则是用作平民的防空掩体。炮台内还有一所医院和一台供德军指挥官使用的无线电发射器，甚至还拥有可安全储藏珍稀艺术品的设施。
柏林戰役期间，高射炮台守军将大型高射炮炮口降低，高炮台就变成了一座要塞，守军可从这里支援正在抵御苏联红军的友军。

## 开发
在柏林刚刚遭到规模相对较小的英军轰炸机群空袭后，德方开始修筑高射炮台。1940年8月25日，英國皇家空軍轰炸机首次袭击柏林，阿道夫·希特勒之后下令建造高射炮台。尽管这第一批英國皇家空軍机群一共只有95架轰炸机，但却让希特勒在国内十分丢脸，曾夸口说柏林将永不会遭轰炸的赫尔曼·戈林更是大失颜面。动物园高射炮台建在柏林動物園附近，由此得名。动物园高射炮台是柏林第一个竣工的高射炮台，他主要負責守卫柏林的政府建筑区。

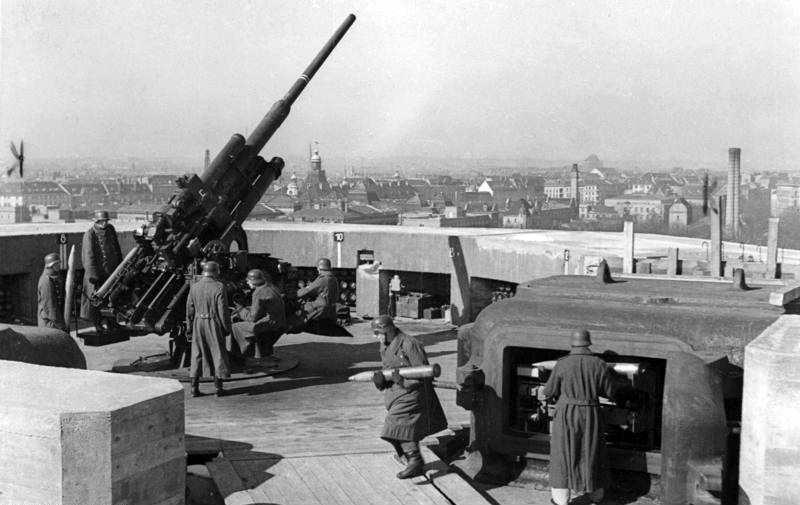
动物园高射炮台上的10.5厘米38年式高射炮

## 设计
动物园高射炮台属于第一代高射砲臺。与所有德军高炮台一样，该高炮台设有容纳高射炮的主设施，即建筑G，另建有一座稍小些的建筑，容纳雷达等精密设备，即建筑F。两座建筑由一条地下通道连通，该通道里不仅有用于传输重要作战信息的电话线，还有电力、热力以及供水管线。
地下通道之上是一地下室楼层，再往上则有6层，但整座高炮台的高度却大约有13层楼高。第二层储藏着柏林14座博物馆最珍贵、最无可替代的藏品。这些储藏室都配有温度调节系统。第三层上则是一所有85个床位的医院。

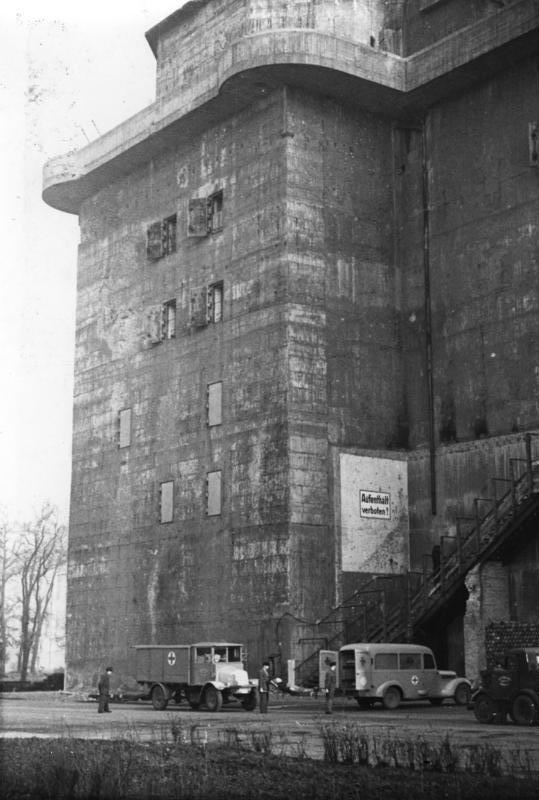
1946年的动物园高射炮台

## 规格
就和所有德军高射炮台一样，动物园高炮台由两座炮台组成：主炮台G（防空武器都在其中）和炮台L（雷达等侦察设备位于其中）。炮台G能容纳15000人。
主炮台G配备有350名防空炮操作人员，另有希特拉青年團的辅助人员。
高炮台为钢筋混凝土结构。主炮台G约有70米宽、70米深。墙壁厚度为2.4米，屋顶厚度为1.5米。主炮台G是柏林最大的防空掩体。
至于补给和炮台防御力问题，守军当然有理由认为二者都绰绰有余——“那建筑群中的补给品和弹药充足，守军觉得，无论柏林其他地方发生了什么，动物园高炮台都能坚持一年之久，如果有必要的话”。

## 武备
1943年时，动物园高炮台顶层配备有8门12.8厘米40年式高射炮。由于盟军轰炸机故意在高空飞行，所以只有这几门高炮能打到它们。每门炮的射速为10-12发/分钟，动物园高炮台最多能在一分钟内打出96发炮弹。虽然不是正式作战人员，但年轻的希特拉青年團团员们还是会在装弹过程中协助军人。在12.8厘米40年式高射炮尚未全部到位前，高炮台上装的是10.5厘米38年式高射炮。
下层炮台上还装有大量小口径（20毫米或37毫米）高射炮。

## 战时使用
高炮台的主要用途就是保卫柏林领空。在柏林，高炮台、德国空军以及训练有素的消防队降低了空袭造成的损害，英国皇家空军和美國陸軍航空軍没能实现预期目标，而其他被空袭的德国城市则遭受了重大损失。英国皇家空军轰炸机司令部一直都想让柏林陷入火海，但从未实现。
从前线运回的伤兵在炮台G内部的医院设施里接受治疗。德国空军王牌飞行员汉斯-乌尔里希·鲁德尔于1945年2月负伤后，就是在炮台G的医院里接受了腿部截肢手术。
由于盟军的轰炸一直不停，高炮台还被用于储藏艺术珍品。动物园高炮台藏有德皇威廉二世收藏的硬币、古埃及的娜芙蒂蒂胸像、被拆解的帕加马祭坛以及柏林诸多博物馆的其他馆藏珍品。
曾有人提议，将负责柏林城防的赫尔穆特·雷曼将军的指挥部也搬进动物园高炮台，但赫尔穆特·雷曼拒绝了。約瑟夫·戈培爾的确把总部搬进了炮台，但他本人在人生的最后却一直呆在元首地堡里。

## 柏林战役
苏军及波兰军队于1945年4月攻入柏林，德国平民纷纷躲进动物园高炮台。
苏军部队（第150和第171步枪师）试图穿过施普雷河上的毛奇桥。这里的德国守军都是只携有单兵反坦克武器的步兵，无法阻拦试图过桥的苏军坦克，而动物园高炮台上的重型防空炮炮组人员则在烟尘中找出了目标。他们将苏军坦克悉数击毁，毛奇桥上满是车辆残骸，堵塞了苏军后续车辆的进攻路线。苏军装甲车辆在12.8厘米40年式高射炮面前不堪一击，尤其是在被击中侧面时。
上千平民挤进了高炮台，动物园高炮台最后的内部状况已接近常人无法忍受的程度；里面拥挤、缺水、空气稀薄。势不可挡的苏军部队继续向柏林中心进攻，而此时约有10000名德军回撤到了政府建筑区。蘇军对动物园高炮台的进攻从未成功过，它依旧能为政府区的守军提供反坦克火力支援。例如，4月30日日间，苏军无法穿越德國國會大廈前的开阔地带，从而无法进攻德國國會大廈，阻拦他们的正是两公里外的动物园高炮台上的12.8厘米40年式高射炮。 
不愿直接进攻高炮台的苏军准备对守军进行劝降。代表高炮台参与协商的哈勒（Haller）上校保证将在午夜投降。而这其实是他的战争诡计，做出这个保证的同时，他也为蒂尔加滕区域的友军争取到了突破苏军战线并杀出柏林的时间。哈勒上校率部在午夜零时前一会儿正式投降。炮台内的平民也都离开了。

## 抗损能力
动物园高炮台的两座炮台抵挡住了所有空中和地面攻击，坚不可摧。苏军的最重型火炮1931年式203毫米Б-4型榴弹炮也對它无可奈何。只有到了战后，高炮台内部空间开放，可进行爆破时，这个建筑才被完全摧毁。

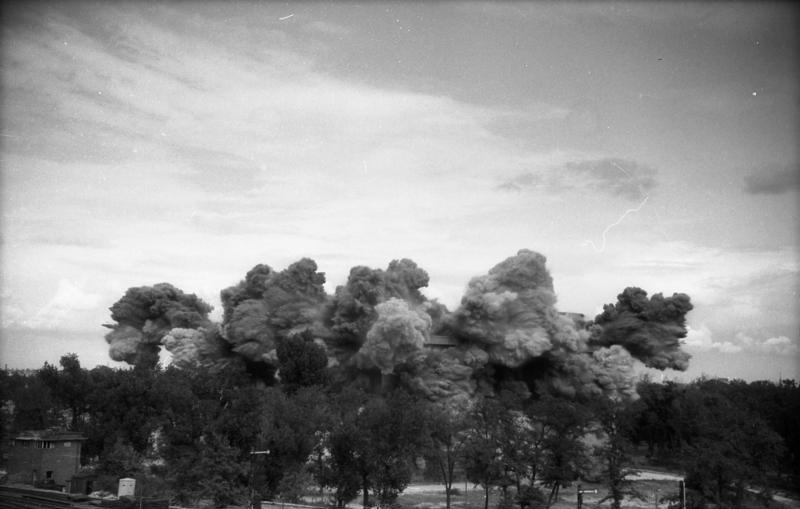
1947年9月4日，动物园高炮台被拆除

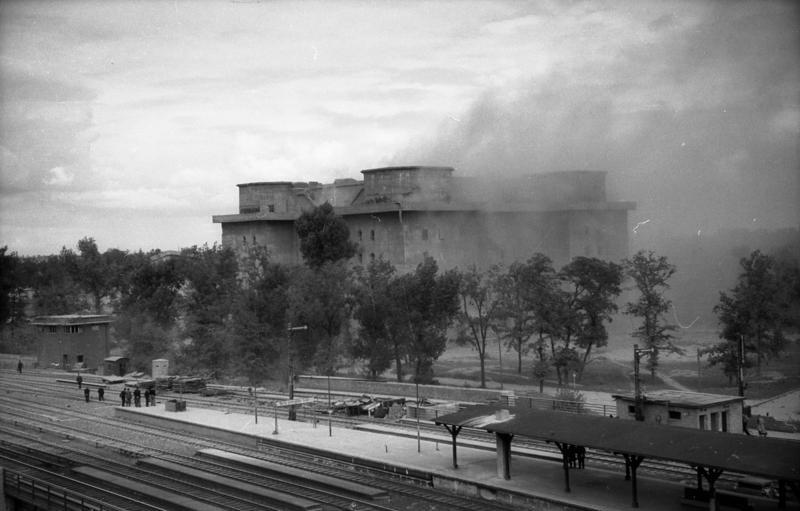
1947年9月4日的动物园高炮台

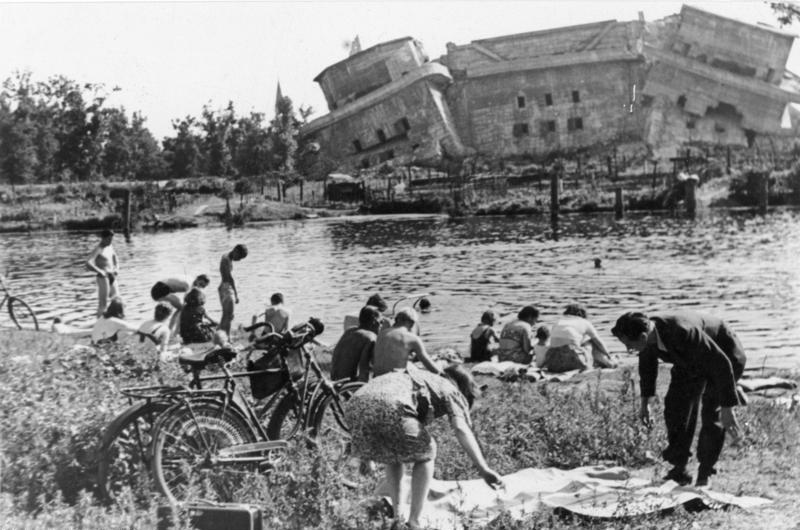
动物园高炮台废墟

## 战后以及爆破
战后，动物园高炮台被清空，苏军有条不紊地将其中的珍宝全部窃取，运往莫斯科。
后来，在1947和1948年间，英陆军将高炮台建筑群彻底炸毁。1947年7月28日，对稍小些的炮台L的爆破进行得很成功，只用一次便完成了任务。但英军工兵低估了炮台G的抗损能力，准备的炸药量不够。一开始，炮台G被装进了25吨炸药，新闻媒体纷纷赶来报道爆破行动。8月30日下午4点，炸药引爆；但烟尘散去后，炮台G岿然不动。据说现场有个美国记者来了句“这就是德国制造”。英方为第三次爆破准备了四个月，他们在混凝土结构上钻了四百多个孔，之后再把炸药塞进每个孔洞。第三次爆破共消耗了35吨炸药，终于完成了任务。尽管战后各方都曾试图爆破过德国高射炮台，但只有英国人在动物园高炮台爆破上取得了成功。
爆破过后，柏林動物園接管了主炮台G曾矗立其上的土地，炮台L曾经占据的区域现在是个河马公园。